# Рошаль (город)
Роша́ль — город в Московской области России, расположен на реке Воймеге в 145 км к востоку от Москвы.
Население — 20 875 человек (2024). Назван в честь русского революционера С. Г. Рошаля.
С 2004 до 2020 годы образовывал одноимённый городской округ как единственный населённый пункт в его составе. В 2020 году городской округ упразднён, а город Рошаль включён в городской округ Шатура. 23 июня 2020 года город областного подчинения Рошаль изменил категорию города на административно подчинённый городу областного подчинения Шатуре, Постановлением Губернатора Московской области от 2 сентября 2020 года № 393-ПГ это решение вступило в силу.

## География
Рошаль находится в восточной части Московской области на территории уникального Мещёрского края. Площадь города составляет 34,99 км². По его территории протекает река Воймега, в границах города находится озеро Юбилейное. В состав города Рошаля входят сорок две улицы, шесть ГСК и вблизи три СНТ.

## История

### Первые поселения
Первым поселенцем на этом месте в церковных летописях упоминается Пашков Павел Давыдович, 1846 года рождения, отставной солдат, родом из деревни Чернятино, его жена Пашкова Марфа Егоровна, 1846 года рождения, родом из деревни Чернятино, их дети и внуки, проживавшие в сторожке Поповка, в лесной даче братьев Костерёвых, получивших всемирную известность в стекольном деле. П. Д. Пашков трудился лесным сторожем в дачах братьев Костерёвых, имел нагрудный знак и свидетельство за подписью Земского Начальника о вверенных ему полномочиях. Информацию о Пашковых можно найти в данных Первой всеобщей переписи населения Российской империи 1897 года. Само место находилось на слиянии рек Дмитровки и Воймеги. Именно там проходила дорога и люди ставили крест в месте, где намывало мель для переправы на другой берег, от этого урочище получило название Крестов брод.

### Крестов Брод
В начале 1914 года земли в урочище были проданы Петербургскому Акционерному Обществу П. В. Барановского для строительства порохового завода. Тогда же был образован посёлок Крестов Брод при строящемся заводе. Место Крестов Брод по административному делению относилось к Владимирской губернии, поэтому и строившийся завод стали называть Владимирским. Пороховой завод был построен в 1916 году и выкуплен царской казной.

### После Октябрьской революции
В конце 1917 года (по другим данным в 1918 году) на общем собрании рабочих получил название Рошаль — в честь Семена Григорьевича Роша́ля, участника Октябрьской революции, погибшего в годы Гражданской войны. В 1921 году территория Рошаля вошла в состав Орехово-Зуевского уезда Московской губернии. 21 мая 1928 года получил статус рабочего посёлка. 7 октября 1940 года он получил статус города с районным центром п. Кривандино, а с 1956 года вошел в состав Шатурского района. В годы Великой Отечественной войны назывался «почтовый ящик № 3».

### Современная история
13 октября 1993 года Рошаль стал городом областного подчинения, с 29 октября 2004 года — центр городского округа Рошаль как единственный населённый пункт в его составе. С 11 мая 2020 года этот городской округ упразднён, а город Рошаль включён в городской округ Шатура. 23 июня 2020 года город областного подчинения Рошаль преобразован в город, административно подчинённый городу областного подчинения Шатуре.

## Население
| 1926    | 1931    | 1939    | 1959    | 1967    | 1970    | 1979    | 1989    |
| ------- | ------- | ------- | ------- | ------- | ------- | ------- | ------- |
| 5400    | ↗9900   | ↗18 620 | ↗21 819 | ↗24 000 | ↗25 271 | ↘25 256 | ↘23 956 |
| 1992    | 1996    | 1998    | 2000    | 2001    | 2002    | 2003    | 2005    |
| ↘23 700 | ↘22 800 | ↘22 600 | ↘22 500 | ↗22 700 | ↘22 407 | ↘22 400 | ↘22 300 |
| 2006    | 2007    | 2008    | 2009    | 2010    | 2011    | 2012    | 2013    |
| ↘22 000 | ↘21 600 | ↘21 400 | ↘21 109 | ↗21 272 | ↗21 300 | ↘21 035 | ↗21 132 |
| 2014    | 2015    | 2016    | 2017    | 2018    | 2019    | 2020    | 2021    |
| ↗21 186 | ↘21 167 | ↘20 793 | ↘20 590 | ↘20 418 | ↘20 225 | ↘20 022 | ↗21 401 |
| 2023    | 2024    |         |         |         |         |         |         |
| ↘21 042 | ↘20 875 |         |         |         |         |         |         |

На 1 января 2025 года по численности населения город находился на 637-м месте из 1124 городов Российской Федерации.

## Климат
| Показатель              | Янв.  | Фев.  | Март  | Апр.  | Май  | Июнь | Июль | Авг. | Сен. | Окт.  | Нояб. | Дек.  |
| ----------------------- | ----- | ----- | ----- | ----- | ---- | ---- | ---- | ---- | ---- | ----- | ----- | ----- |
| Абсолютный максимум, °C | 4,7   | 6,6   | 16,0  | 26,4  | 32,9 | 35,6 | 37,9 | 38,3 | 30,0 | 22,6  | 14,2  | 8,7   |
| Средняя температура, °C | −10,2 | −10,1 | −3,9  | 4,3   | 12,0 | 16,7 | 18,4 | 17,1 | 9,8  | 2,5   | −2,3  | −7,7  |
| Абсолютный минимум, °C  | −45,4 | −42,9 | −32,7 | −21,6 | −8,6 | −2,2 | 3,5  | −0,4 | −6,1 | −19,6 | −31,3 | −44,2 |
| Норма осадков, мм       | 33    | 28    | 33    | 36    | 48   | 68   | 89   | 80   | 56   | 52    | 40    | 40    |

Абсолютный максимум (+38 °C) отмечался в августе 2010 года, абсолютный минимум (-45 °C) — в январе 1940 и 1978 гг.
Абсолютно безморозным является июль. В остальные месяцы лета возможны единичные заморозки. Внутригодовой ход температуры поверхности почвы повторяет ход температуры воздуха. Максимальная глубина промерзания почвы составляет 127 см (31.01.1979).
Климатические условия в городе в целом благоприятны для успешного развития и роста основных видов древесных насаждений, выращивания раннего картофеля и овощей ранних яровых.

## Образование
В городе несколько образовательных учреждений различных типов и видов.

### Дошкольное образование
В городе Рошаль функционирует 6 дошкольных образовательных учреждений. Очерёдность на получение места в ДОУ отсутствует. С 1 июля 2013 года в Московской области введена в действие Единая информационная система «Зачисление в ДОУ»
- МДОБУ «Детский сад № 1»
- МДОБУ «Детский сад № 5»
- МДОБУ «Детский сад № 7»
- МДОБУ «Детский сад № 8»
- МДОБУ «Детский сад № 10»
- МДОБУ «Детский сад № 11»

### Среднее образование
- Средняя общеобразовательная школа № 2[35]
- Средняя общеобразовательная школа № 6 им. А. Ю. Малинина[36]
- Лицей им. Героя Советского Союза В. В. Гусева[37]
- Школа для обучающихся с ограниченными возможностями здоровья[38]

### Профессиональное образование
Профессиональное образование представлено Рошальским техникумом (Государственное бюджетное профессиональное образовательное учреждение Московской области «Рошальский техникум») — образован 07.08.2014 в результате реорганизации в форме слияния государственного бюджетного образовательного учреждения начального профессионального образования профессионального училища № 9 Московской области и государственного бюджетного образовательного учреждения среднего профессионального образования Московской области «Рошальский химико-технологический техникум».

### Дополнительное образование
Система дополнительного образования города Рошаль представлена 3 учреждениями дополнительного образования детей и учреждением дополнительного профессионального образования (повышения квалификации) специалистов.
- Центр детского творчества «Гармония»
- «Детско-юношеская спортивная школа»
- «Учебно-методический центр»

## Культура
Функционируют три учреждения культуры:
- МОБУ ДОД «Детская школа искусств» — детская музыкальная школа в 2016 вошла в Национальный реестр «Ведущие учреждения культуры России»[41];
- МБУК «Дом культуры им. А. А. Косякова»;
- МБУК «Рошальская городская библиотека».

В середине 2000-х достроен крупный спортивно-культурный центр «Рошаль», кинотеатр.

## СМИ
В Рошале издаётся еженедельная газета «Рошальский вестник».

## Медицина
Учреждения здравоохранения: ГБУЗ МО «Рошальская городская больница», взрослая поликлиника, детская поликлиника, ГКУЗ МО «Рошальский детский санаторий» (Организация ликвидирована 31 января 2019 г.).

## Экономика
До середины 1990-х годов главным налогоплательщиком и градообразующим предприятием был ГУП ПО «Рошальский химический комбинат им. А. А. Косякова». Некогда передовой пороховой, затем химический завод с 25 цехами юридически просуществовал до 12 октября 2006 года при внешнем управлении. При ликвидации комбината образовались мелкие производства, унаследовавшие остатки химических производств. Небольшая часть бывшего производства продолжает использоваться несколькими компаниями: ОАО «Медхимпром» — эфирное производство, ЗАО «Рошальский химический завод «НОРДИКС» — антигололедные реагенты и автохимия, ООО «Рошальский Завод Лаков и Красок», ООО «Рошальский завод фторопластовых изделий», ООО «Рошальский завод экспериментальных машин», ООО «Рошальский завод пластификаторов», ООО "РИФ «Аметист», ООО «Сокол-Р», ООО «Синтез-Л», ООО «Химтех-Р», ООО «ПрофЛинг», ООО «Иртранс-ЗЭМ», ООО «Рошальский лакокрасочный завод», ООО «Рошхимпром», ООО «Рошальский индустриальный парк», на базе которого располагается комплекс переработки отходов «Прогресс».
Промышленность города представлена также предприятиями транспорта (Рошальский филиал Шатурского ПАТП), электроэнергетики (Рошальское производственное отделение Шатурского филиала АО «Мособлэнерго», а также Территориальное управление ОАО «Мосэнергосбыт»), газового хозяйства (Рошальский АЭУ Шатурской РЭС филиала Восток ГУП МО «Мособлгаз») и другими.
Существенную роль в экономике города играют предприятия малого бизнеса. На смену торговым точкам пришли современные торговые сети с широким набором товаров и услуг: Пятерочка, Магнит, Дикси, Красное и Белое, Фикс Прайс.
В Рошале работают также автостанция, гостиница, аптеки, парикмахерские, городская баня, банки, отделения связи, кафе, АТС, городской рынок, автозаправочные станции и др.

## Транспорт
Город связан с Москвой и ближайшими населёнными пунктами автомобильными дорогами и общественный транспортом.
По городу проходят несколько маршрутов автобусов, обслуживаемых АО «Мострансавто». Помимо этого, автобусные маршруты соединяют с Шатурой, Черустями, Бакшеево и поселком Мишеронский. На всех маршрутах наряду с наличными принимается транспортная карта «Стрелка».

## Религия
В Рошале действует большая православная община, есть Храм иконы Божией Матери «Всех скорбящих Радость».
В городе также имеется мусульманская община, сформированная главным образом местными татарами. Община имеет здание, в котором проводятся национальные религиозные обряды, в том числе богослужения. В дни мусульманских праздников в доме общины собираются верующие всего Шатурского и соседних с ним районов.

## Интересные факты
В 2015 году в рамках своего мирового турне известный американский уличный художник Крис Риггс (Criss Riggs) создал в городе самую большую арт-инсталляцию в своей карьере.

## Связь и интернет

### Телефонная связь
Телефонная связь представлена двумя операторами: АО «Ростелеком» и ООО «Альтес-Р». Обе компании предоставляют DSL и широкополосный интернет на территории города.

### Мобильная связь
- «МТС», «МегаФон», «Билайн» (GPRS/EDGE/3G/LTE)
- «Tele2»(3G/LTE)
- «Skylink» (LTE)

### Телевидение
В черте городского поселения (д. Ботино) размещен телевизионный передающий центр (РТПС № 3 московской радиосистемы) вещающий в цифровом формате обеих мультиплексов.
Цифровое телевидение РТРС:
- РТРС-1
- РТРС-2

Кабельное телевидение ООО «Этрон», который ретранслирует телевизионные программы, а также осуществляет выпуск местного канала «Вести Рошаля».